# Palazzo De Ferraris-Regna
A Palazzo De Ferraris-Regna egy bitontói nemesi palota.

## Története
A palotát az 1300-as években építették a De Ferraris nemesi család megbízásából. Később, 1586-ban, a Regna család birtokába került. A neve is e két család emlékét őrzi. 

## Leírása
A palota érdekessége a két dór oszlop által tartott bejárati kapu. A város egykori piacterén, a Piazza Cavouron álló palota bejáratát 1636-ban alakították át ma is látható barokkos formájára. Az épület egykori ablakait 1586-ban késő reneszánsz stílusú erkélyekké alakították át. A palota belső helyiségei különböző korok stíluselemeit viselik magukon. A piano nobile és a belső udvar 14. századi, míg a második emelet barokk stílusjegyeket visel magán. 